# آيرون إف إكس
آيرن إف إكس العالمية والمعروفة بآيرن إف إكس هي شركة وساطة مالية أسسها ماركوس إيه كاشيروس عام 2010 في ليماسول - قبرص وهو رجل أعمال أوروبي تم اختياره كواحد من أفضل الرؤساء التنفيذيين في أوروبا لعام 2013.
وقد حصلت آيرن إف إكس بين العامين 2010 و2013 على عدة جوائز مثل جائزة مؤسسة سينا لتجارة العملات، كما حصلت على جائزة أفضل وسيط STP/ECN لعام 2013 من مجلة World Finance magazine. وتعتبر آيرن إف إكس أيضاً شريكاً رسمياً في نادي برشلونة لكرة القدم..

## التاريخ
انطلاقاً من شركة سابقة تُعرف باسم آيرن إف إكس للخدمات المالية المحدودة، والتي أصبح اسمها فيما بعد آيرن إف إكس المحدودة، أسس ماركوس إيه كاشيروس وبيتر جي إيكونوميديس شركة آيرن إف إكس العالمية المحدودة عام 2010 في قبرص. ثم حصلت الشركة على الموافقة والتصريح من الهيئة القبرصية للبورصة والأوراق المالية (CySEC). وكنتيجة لذلك، تم إدراجها في الأسواق الأوروبية المذكورة في توجيه الأدوات المالية MiFID، وسُمح لها بتقديم الخدمات الاستثمارية عبر الاتحاد الأوروبي، وتوضح المراحل التالية فكرة عن تطور الشركة طوال الثلاث سنوات الماضية.
في أكتوبر 2010 أطلقت الشركة ثاني أكبر مسابقاتها للفوركس تحت اسم «أساطير التداول» مع سيارة فائقة كجائزة نهائية أو حساب STP بقيمة 150000$.
في يونيو 2013، وفي إطار توسع آيرن إف إكس العالمية، أصبحت آيرن إف إكس العالمية المحدودة في المملكة المتحدة - وهي شركة فرعية مملوكة بالكامل لآيرن إف إكس العالمية – مرخصة من قبل السلطة المالية في المملكة المتحدة. وفي الشهر التالي، تم تسجيل آيرن إف إكس نيوزيلندا كشركة مقدمة للخدمات المالية، كما أصبحت شركة آيرن إف إكس العالمية الخاصة المحدودة القائمة في أستراليا شركة معتمدة ومصرح بها من الهيئة الأسترالية للبورصة والأوراق المالية منذ عام 2012.
وفي عام 2011، بدأت آيرن إف إكس سلسلة من مسابقات التداول. وبعد عامٍ من ذلك، عقدت أكبر مسابقة في تاريخ الفوركس (تجارة العملات الأجنبية) بجائزة قدرها 150000$ أو سيارة فخمة.

## العمليات
تعتبر شركة آيرن إف إكس الحالية نتاجاً لسياسات رئيس الشركة المدير التنفيذي ماركوس إيه كاشيروس التي طبقها في بدايات الشركة. وقد ساعد العديد من كبار التنفيذيين وأعضاء مجلس الإدارة على إدارة الشركة. بالإضافة إلى خدمات الفوركس القياسية، تقدم الشركة أيضاً بعض الأدوات الهامة للمساعدة على إجراء التحليلات السوقية والتقنية الأساسية. وقد تفضل مارشال غيتلر- رئيس إستراتيجية الفوركس العالمية – بإيضاح هذه الجوانب الفنية لخدمات آيرن إف إكس على تليفزيون بلومبرغ وقناة سي إن بي سي CNBC وصحيفة وول ستريت جورنال، وسي سي تي CCTV المالية، ورويترز كما ذكر ذلك أيضاً في العديد من مؤتمرات الاستثمار الدولية.

### الخدمات
تشمل خدمات آيرن إف إكس عقود الفروق (CFD) على التداول الأجنبي (FX)، والأسهم، والعقود المستقبلية (الآجلة)، المعادن الثمينة. كما تقدم خدمات تداول العملات بالتجزئة وتداول العملات الأجنبية المؤسسي تحت إشراف العديد من السلطات الرقابية حول العالم.

### الترخيص
إن آيرن إف إكس والشركات التابعة لها هي شركات وساطة مرخصة وعضوة في المنظمات التالية:
-* آيرن إف إكس أستراليا العالمية المحدودة الخاصة هي شركة مرخصة ومدرجة في ASIC (رقم AFSL هو 417482) 
- آيرن إف إكس المملكة المتحدة العالمية المحدودة هي شركة مرخصة من السلطة المالية. (رقم FCA هو 585561)
- آيرن إف إكس العالمية (أوكرانيا) LLC هي عضو في UCRFIN (رقم العضوية 5) [8]
- آيرن إف إكس العالمية هي شركة مرخصة من FSPمجلس الخدمات المالية «جنوب إفريقيا» رقم الترخيص 45276
- آيرن إف إكس العالمية المحدودة هي شركة مرخصة من CySEC (رقم الترخيص 125/10)

### منصة التداول
يتم تحديد الأوامر والطلبات وإدارة حسابات التداول من منصات MT4 وMT5 

### الجوائز
منذ عام 2011، حازت آيرن إف إكس وأعضائها على العديد من الجوائز والأوسمة. وبالإضافة إلى هذه الأوسمة، اشتهرت آيرن إف إكس بتنظيمها لأكبر مسابقة فوركس في التاريخ. كما عُرف عنها أيضاً:
- أن المدير التنفيذي ماركوس إيه كاشيروس هو أفضل مدير تنفيذي في أوروبا.[2]
- حصلت على أفضل مقدم للتحليلات الأساسية والتقنية لعام 2013 – مجلة International Finance Magazine.[3]
- حصلت على جائزة التبادل والوساطة لعام 2013 – أفضل مقدم خدمة عملاء في آسيا، وأفضل وسيط تجاري لتقديم عقود الفروق في آسيا لعام 2013 من مجلة World Finance Magazine.[3][12]
- جائزة أفضل وسيط STP/ECN لعام 2013 من مجلة World Finance Foreign Exchange magazine.[3][3]
- أفضل وسيط فوركس لعام 2013 في عرض الفوركس الحادي عشر في الشرق الأوسط والذي أقيم في دبي في 29 أبريل/نيسان 2013.

### الرعايات
اهتمت آيرن إف إكس – كغيرها من شركات الفوركس العاملة في هذا المجال  – برعاية بعض الفرق الرياضية رفيعة المستوى وتنظيم بعض الأحداث البارزة، ويشمل ذلك ما يلي:
- آيرن إف إكس هي الشريك الرسمي نادي برشلونة لكرة القدم في جميع أنحاء العالم (فيما عدا إسبانيا).[14][15]
- في يوليو/تموز 2013، شاركت الشركة في رعاية «قمة الصين للابتكار والتنمية المالية.»[16][17]
- في حزيران/ يونيو 2017 أصبحت الشركة الراعي الرسمي لبطولة أورك 2017 العالمية للأبحار ORC World Sailing Championship.[18]

## المنافسين
تشمل لائحة منافسين آيرن إف إكس في أوروبا وبقية العالم الشركات البارزة التالية:
- FXCM
- Saxo Bank
- Oanda Corporation
- Gain Capital
- IG Group
- CMC Markets
- Pepperstone
- FxPro
- FXOpen

## وصلات خارجية
- الموقع الرسمي
- الفائزين بجائزة The World Finance Awards
- استطلاع الوسيط SmartMoney 2012
- الموقع الرسمي لبلدية ليماسول